# Anisostachya
Anisostachya, biljni rod iz porodice primogovki smješten u tribus Justicieae, dio potporodice Acanthoideae. Sastoji se od 63 vrste iz  Afrike i Madagaskara. Tipična vrsta je Anisostachya bojeri Nees. Opisan je u Prodromus Systematis Naturalis Regni Vegetabilis 11: 368. 1847. 
Poznatija vrsta roda po svojoj ljepoti je Anisostachya tenella, polu-zimzeleni grm među uzgajivačima poznat kao “pink lady”, cijenjena je zbog svoje delikatne ljepote i živih ružičastih cvjetova.

## Vrste
1. Anisostachya aequiloba Benoist
2. Anisostachya ambositrensis Benoist
3. Anisostachya amoena Benoist
4. Anisostachya andringitrensis Benoist
5. Anisostachya apikyensis Benoist
6. Anisostachya arida (Scott Elliot) Benoist
7. Anisostachya armandii Benoist
8. Anisostachya atrorubra Benoist
9. Anisostachya australis Benoist
10. Anisostachya basalticola Benoist
11. Anisostachya betsiliensis Benoist
12. Anisostachya betsimisaraka Benoist
13. Anisostachya bivalvis Benoist
14. Anisostachya bojeri Nees
15. Anisostachya bosseri Benoist
16. Anisostachya brevibracteata Benoist
17. Anisostachya breviloba Benoist
18. Anisostachya capuronii Benoist
19. Anisostachya castellana Benoist
20. Anisostachya coccinea Benoist
21. Anisostachya cognata Benoist
22. Anisostachya colorata Benoist
23. Anisostachya debilis Benoist
24. Anisostachya delphinensis Benoist
25. Anisostachya denticulata Benoist
26. Anisostachya dispersa Benoist
27. Anisostachya elata Benoist
28. Anisostachya elliptica Benoist
29. Anisostachya elytraria (Lindau) Benoist
30. Anisostachya eromoensis Benoist
31. Anisostachya haplostachya (Nees) Lindau
32. Anisostachya humbertii Benoist
33. Anisostachya humblotii Benoist
34. Anisostachya incisa Benoist
35. Anisostachya induta Benoist
36. Anisostachya isalensis Benoist
37. Anisostachya latebracteata Benoist
38. Anisostachya littoralis Benoist
39. Anisostachya maculata Benoist
40. Anisostachya modica Benoist
41. Anisostachya oblonga Benoist
42. Anisostachya parvifolia Benoist
43. Anisostachya paucinervis Benoist
44. Anisostachya perrieri Benoist
45. Anisostachya puberula Benoist
46. Anisostachya pubescens Benoist
47. Anisostachya purpurea Benoist
48. Anisostachya ramosa Benoist
49. Anisostachya reptans (Nees) Lindau
50. Anisostachya ripicola Benoist
51. Anisostachya rivalis Benoist
52. Anisostachya rosea Benoist
53. Anisostachya sambiranensis Benoist
54. Anisostachya seyrigii Benoist
55. Anisostachya spatulata Benoist
56. Anisostachya straminea Benoist
57. Anisostachya taviala Benoist
58. Anisostachya tenella (Nees) Lindau
59. Anisostachya triticea (Baker) Benoist
60. Anisostachya ungemachii Benoist
61. Anisostachya velutina Nees
62. Anisostachya vestita Benoist
63. Anisostachya vohemarensis Benoist